# Галещинское месторождение
Галещинское месторождение (Кременчугское) — железорудное месторождение Кременчугской магнитной аномалии, не разрабатывается — резервная сырьевая база, содержит среди окисленных железистых кварцитов богатые, преимущественно мартитовые, мартито-гематитовые, частью карбонатизированные, руды со средним содержанием Fе 58,2 %. Богатые руды слагают незначительные по размерам пластообразные, линзообразные и неправильной формы тела среди железистых кварцитов, подвергшихся древнему выветриванию. Разведанные запасы 220 млн т. По падению рудные тела богатых руд прослеживаются до 1000 м.